# Cerro Castillo Airport
Cerro Castillo Airport är en flygplats i Chile.   Den ligger i provinsen Provincia de Última Esperanza och regionen Región de Magallanes y de la Antártica Chilena, i den södra delen av landet, 2 000 km söder om huvudstaden Santiago de Chile. Cerro Castillo Airport ligger 126 meter över havet.
Terrängen runt Cerro Castillo Airport är huvudsakligen kuperad. Cerro Castillo Airport ligger nere i en dal. Runt Cerro Castillo Airport är det mycket glesbefolkat, med 3 invånare per kvadratkilometer.. Det finns inga samhällen i närheten.
Trakten runt Cerro Castillo Airport består i huvudsak av gräsmarker.